# حكومة بهجت التلهوني الثالثة
حكومة بهجت التلهوني الثالثة هي الحكومة التاسعة والأربعون من حكومات المملكة الأردنية الهاشمية. شكّل بهجت التلهوني الحكومة في 6 يوليو عام 1964م، بتكليف من ملك الأردن الحسين بن طلال. وقد حلّت الحكومة في 14 فبراير 1965.

## وصلات خارجية
- موقع رئاسة الوزراء